# Municipio de Iron Duff
El municipio de Iron Duff (en inglés: Iron Duff Township) es un municipio ubicado en el  condado de Haywood en el estado estadounidense de Carolina del Norte. En el año 2010 tenía una población de 1.078 habitantes.

## Geografía
El municipio de Iron Duff se encuentra ubicado en las coordenadas 35°34′46.37″N 82°59′25.5″O / 35.5795472, -82.990417.